# Grundschule am Dom
Die Grundschule am Dom in der rheinland-pfälzischen Stadt Trier ist eine private katholische Grundschule in der Trägerschaft des Bistums Trier. Die Schule ist eng mit dem Domchor am Trierer Dom verbunden und setzt Schwerpunkte in der musikalischen und in der religiösen Erziehung.

## Geschichte
Die Grundschule am Dom wurde unter dem Namen Volksschule St. Paulin 1897 gegründet. Seit 1970 ist die bis dahin städtische Grundschule in der Trägerschaft des Bistums. 2006 zog sie in einen Neubau nahe dem Dom um und wurde zur Ganztagsschule in Kooperation mit der Dommusik Trier umgewandelt.

## Schulprofil
Der pädagogische Schwerpunkt liegt auf dem Musikunterricht. Die Singstunde  kombiniert Stimmbildung, Hörerziehung, Rhythmusschulung und Notenwerte auf kindgerechte Weise. Ab dem 2. Schuljahr haben die Schüler freiwillig die Möglichkeit, bei den Musiklehrern der Dommusik Geige, Cello oder Klavier zu erlernen. Dieser Musikunterricht ist jedoch kostenpflichtig. Ab dem 3. Schuljahr kommen eine Ensemblestunde sowie die Chorteilnahme hinzu.
Die Schule betont daneben die christliche (katholische) Erziehung. Bereits beim Anmeldegespräch müssen die Eltern  das  Stammbuch vorlegen.

## Umbenennung
Im Zuge der konzeptionellen Neuausrichtung, des Umzugs von der Kirche St. Paulin in die Dominikanerstraße und der Zusammenarbeit mit dem „Domchor“ erfolgte im September 2014 die Umbenennung der Schule von „bischöfliche Grundschule St. Paulin“ in „Grundschule am Dom“.